# قناة الوطن
تلفزيون الوطن، كانت مجموعة قنوات تلفزيونية فضائية كويتية متنوعة تبث من الكويت، مملوكة لشركة مجموعة الكويت الإعلامية. بدأ بثها الرسمي في 9 سبتمبر 2007 بحفل رسمي حضره ولي العهد الكويتي الشيخ نواف الأحمد الصباح، واستمرت سبع سنوات حتى أوقف بثها يوم 4 يونيو 2015.
تتكون المجموعة من ثلاث قنوات هي تلفزيون الوطن، القناة الأساسية، وتهتم بالشأن المحلي والبرامج الترفيهية والمتنوعة واشتهرت بانتقادها للحكومة الكويتية، والوطن بلاس، وهي القناة الرديفة للقناة الأساسية، مخصصة لعرض اللقاءات الرياضية والسياسية، ولإعادة البرامج والمسلسلات. وفي عام 2009 افتتحت قناة ثالثة هي غناوي المخصصة بعرض الأغاني الخليجية والشعبية، مع إعادة لبث حفلات هلا فبراير الغنائية.
عام 2014 أطلقت المجموعة تلفزيون الوطن HD على قمر عرب سات، لتكون بذلك أول قناة كويتية خاصة تبث بجودة فائقة الدقة (HD).

## بعض برامج تلفزيون الوطن
- صباح الوطن (برنامج صباحي مباشر).
- تو الليل (برنامج مسائي مباشر).
- بنات وبس (برنامج تسجيلي للفتيات والنساء).
- ملعب الوطن (برنامج رياضي مباشر لمناقشة الأخبار والقضايا الرياضية الكويتية والخليجية).
- خيرًا رأيت (برنامج ديني متخصص بتفسير الرؤى والأحلام).
- المشهد السياسي (برنامج سياسي مباشر، يعنى بقضايا البرلمان الكويتي والقضايا السياسية الكويتية).
- اليوم السابع (برنامج حواري أسبوعي مباشر لعرض أحداث الأسبوع المنصرم ومناقشتها).
- البورصة اليوم (برنامج اقتصادي مباشر، يعرض أسعار البورصة الكويتية مباشرة وآخر التطورات والأخبار الاقتصادية).
- نظرة شرعية (برنامج ديني اجتماعي أسبوعي، يستضيف مشاهير الدعاة الإسلاميين ويتحدث في قضايا دينية واجتماعية).
- مواجهة (برنامج سياسي مثير للجدل).
- Spotlight (برنامج فني منوع).
- ملعبهم (برنامج رياضي اجتماعي).
- أوتو تريدر (برنامج ترفيهي أسبوعي يهتم بالسيارات الغريبة والقديمة).
- عطر الأخلاق
- المستشار
- العقلاء في صناعة الخير
- النشرات الإخبارية
- شور مع الدكتور طارق الرجب
- سوالف حريم
- سفاري
- واتس أون
- النشرة الجوية

### برامج العيد
- البيت العود
- عيدية الوطن
- مسرحيات

### برامج فبراير
- استديو ليالي فبراير
- استديو أبيات
- أمسيات شعرية
- ندوات دينية

### برامج إنتخابات
- الدوائر الخمس (برنامج).
- الطريق إلى المجلس (برنامج).
- ساعة الحسم (برنامج).
- سيرة مرشح (برنامج).
- مع الرواد (برنامج).
- ندوات انتخابية (برنامج).
- الإنتخابات الطلابية (برنامج) (2008 - 2009) - (2009 - 2010) - (2010 - 2011) - (2011 - 2012) - (2012 - 2013) - (2013 - 2014) - (2014 - 2015)

### من برامج القناة السابقة
- فوضة ولا موضة.
- بكل صراحة.
- وجهة نظر.
- في ضيافتهم.
- كشكول.
- حياكم.
- ليالي الوطن.
- بالمختصر.
- إكسترا تايم.
- زوايا.
- أنا هيلثي.
- شأن هام.
- قلطة الوطن.
- زيارة شخصية (برنامج).
- مطربنا.
- وناسة.
- تحت الظل.
- ضيفي والجانب الآخر (برنامج)
- هاتريك.
- بشتختة.
- جلسات.
- حقيقة العاصفة.
- طماشة.
- عدسة الوطن.
- على كيفك.
- فن اصيل.
- 120 ثانية.
- الكرة أول.
- النفس والسياسة.
- تو الليل (خالد عبدالجليل).
- غنائيات.
- مسابقات مع أماني.
- أكاديمية الوطن (برنامج)

### من أوبريت السابقة
- أوبريت حامي الدستور.
- أوبريت الكويت أمانة.
- أوبريت الكويت لمن أحبها.

### رمضان 2007
- كاني وماني (مسلسل).
- الوزيرة (مسلسل).
- قتالة الشجعان (مسلسل).
- قصص الأنبياء (برنامج).
- استريح (برنامج).
- يوميات بوقتادة وبونبيل (مسلسل).
- الدروازة (مسلسل).
- عرس الدم (مسلسل).
- من عنده الخطاية ج1 (برنامج).
- دورة الروضان 28 (برنامج).
- مخمخها (برنامج).

### رمضان 2008
- دندرمة (مسلسل).
- يوميات بوقتادة وبونبيل الموسم 2.
- عيون الحب (مسلسل).
- الداية (مسلسل كويتي).
- عقاب 2 (مسلسل).
- السيرة النبوية (برنامج).
- ذاكرة الوطن (برنامج).
- اهل الطيب (برنامج).
- من عنده الخطاية ج2 (برنامج).
- جدر وملاس (برنامج).
- المزاد ج1 (برنامج).
- دورة الروضان 29 (برنامج).
- منقولة (برنامج).

### رمضان 2009
- عماكور (مسلسل).
- يوميات بوقتادة وبونبيل الموسم 3.
- رمضانيات (برنامج).
- عقاب 3 (مسلسل).
- حقك ما يضيع (برنامج).
- جولة وحكي نقوله (برنامج).
- دمعة يتيم (مسلسل).
- الهدامة (مسلسل).
- مشاهد ج1 (برنامج).
- أصيلين (برنامج).
- المزاد ج2 (برنامج).
- آخر صفقة حب (مسلسل).
- دورة الروضان 30 (برنامج).

### رمضان 2010
- فص كلاص (مسلسل).
- يوميات بوقتادة وبونبيل الموسم 4.
- قرارك (برنامج).
- 30 فرصة (برنامج).
- خلق حسن (برنامج).
- مطبخ هنوف (برنامج).
- كيف تتعامل مع الله ج1 (برنامج).
- قديم المساجد (برنامج).
- مشاهد ج2 (برنامج).
- زوارة الخميس (مسلسل).
- ساهر الليل (مسلسل).
- أنين (مسلسل).
- البيت المسكون (مسلسل).
- دورة الروضان 31 (برنامج).

### رمضان 2011
- سعيد الحظ (مسلسل).
- يوميات بوقتادة وبونبيل الموسم 5.
- الملكة (مسلسل).
- ليلى 3 (مسلسل).
- شوية أمل (مسلسل).
- بوكريم برقبته سبع حريم (مسلسل).
- كريمة (مسلسل).
- هني وغني (برنامج).
- 90 سؤال وسؤال (برنامج).
- عبدا شكورا (برنامج).
- سرى الليل ج1 (برنامج).
- دورة الروضان 32 (برنامج).

### رمضان 2012
- فرقة ناجي عطا الله (مسلسل).
- يوميات بوقتادة وبونبيل الموسم 6.
- امرأة تبحث عن المغفرة (مسلسل).
- خادمة القوم (مسلسل).
- مجموعة إنسان (مسلسل).
- مسافر مع القرآن ج1 (برنامج).
- الطائف النورانية (برنامج).
- صفحات (برنامج).
- أجمل نظرة في حياتك (برنامج).
- سرى الليل ج2 (برنامج).
- دورة الروضان 33 (برنامج).

### رمضان 2013
- سوق الحريم (مسلسل).
- يوميات بوقتادة وبونبيل الموسم 7.
- لن أطلب الطلاق (مسلسل).
- سر الهوى (مسلسل).
- بركان ناعم (مسلسل).
- سرى الليل ج3 (برنامج).
- من عنده الخطاية ج3 (برنامج).
- مسافر مع القرآن ج2 (برنامج).
- فطور وسحور (برنامج).
- صناع القيادة (برنامج).
- مشروع حياتي (برنامج).
- القرآن والعلم (برنامج).
- في دقائق (برنامج).

### رمضان 2014
- في ظلال آية (برنامج).
- في كويت الزمان (برنامج).
- عبد الرحمن الفاتح (برنامج).
- بالقرآن اهتديت (برنامج).
- من قال طبخة (برنامج).
- برازيلووو (برنامج).
- في دقائق (برنامج).
- أين أنت (برنامج).
- للحب كلمة (مسلسل).
- حب في الأربعين (مسلسل).
- مسكنك يوفي (مسلسل).
- يوميات بوقتادة وبونبيل الموسم 8.
- تذكرة داود (مسلسل).
- قهوة الغطاية (برنامج).
- خيمة برازيلووو (برنامج).
- تو الليل (برنامج).

### مسلسلات تلفزيونية كويتية
- خرج ولم يعد (مسلسل).
- رقية وسبيكة (مسلسل).
- على الدنيا السلام (مسلسل).
- مدينة الرياح (مسلسل).
- بو مرزوق (مسلسل).
- دلق سهيل (مسلسل).
- بو قلبين (مسلسل).
- السرايات (مسلسل).
- القدر المحتوم (مسلسل).
- سهم الغدر (مسلسل).
- يا خوي (مسلسل).
- غصات الحنين (مسلسل).
- سرى الليل (مسلسل).
- بيت العائلة (مسلسل).
- اللقيطة (مسلسل).
- الأرجوحة (مسلسل).
- فريج صويلح (مسلسل).
- الفرية (مسلسل).
- بين الهدب دمعة (مسلسل).
- بلا قيود (مسلسل).
- عتيج الصوف (مسلسل).
- الأخ صالحة (مسلسل).
- الأصيل (مسلسل).
- الخراز (مسلسل).
- أبلة نوره (مسلسل).
- البيت المائل (مسلسل).
- دار الزمن (مسلسل).
- فضة قلبها أبيض (مسلسل).
- مسك وعنبر (مسلسل).
- أم البنات (مسلسل).
- الورثة (مسلسل).
- نور عيني (مسلسل).
- رصاصة رحمة (مسلسل).
- ليلى 2 (مسلسل).
- على موتها أغني (مسلسل).
- عشرة عمر (مسلسل).
- يمعة أهل (مسلسل).
- العمر لحظة (مسلسل).

### مسلسلات كرتونية كويتية
- قطعة 13 (مسلسل)

### برامج كوميدية كويتية
- قرقيعان (برنامج).

### مسلسلات تلفزيونية مصرية
- عايزة أتجوز (مسلسل).
- الكبير أوي (مسلسل).
- الخواجة عبد القادر (مسلسل).
- آسيا (مسلسل).
- العراف (مسلسل).
- أبو هيبة في جبل الحلال (مسلسل).

### مذيعين القناة
- إيمان نجم.
- دانة الربيش.
- هجر حسن.
- عبد الوهاب العيسى
- عبد العزيز عطيه
- أروى يوسف مذيعة قناة الوطن سابقة.
- عبير الوزان.
- علي حسين.
- احمد الفهد.
- اسماء سيف.
- حصة اللوغاني.
- ليلى بارون.
- افتخار الهاشمي.
- بركات الوقيان.
- جاسم العبوة.
- حسن البحراني.
- دلال ابل.
- سلمان النجادي.
- صالح النهام.
- طالب الشريف.
- عبدالعزيز البلوشي.
- عبدالله دشتي.
- علي العجمي.
- عمار معرفي.
- عمر العثمان.
- طارق الرجب.
- غادة الرزوقي.
- فاطمة الخباز.
- فاطمة بوحمد.
- محمد المساعيد.
- مشعل الشمري.
- منال جاسم.
- مها الكاظمي.
- ناديه صقر.
- نبيل العوضي.
- مشاري الخراز.
- نعيمة الحاي.
- نواف المضيان.
- هاني الوزان.
- هجر حسين عبدالله.
- هنوف البلهان.
- يوسف الجاسم.
- محمد المنصور (ممثل كويتي).
- بسام العثمان.
- عمار صفر.
- ثامر الدخيل.

## إيقاف البث
أغلقت السلطات الكويتية الخميس قنوات الوطن الفضائية الخاصة المعروفة بانتقادها للحكومة، عازية الأمر لأسباب مالية.
ويأتي القرار بعد خمسة أشهر من إغلاق صحيفة الوطن التي كانت تعد إحدى أهم صحف البلاد، للأسباب نفسها.
وأعلنت وزارة التجارة والصناعة الكويتية أنها سحبت الرخصة التجارية لشركة «مجموعة الكويت الإعلامية» التي تملك قنوات الوطن بعد أن خسرت غالبية رأس مالها. وأشارت الوزارة إلى أن الشركة خالفت اشتراطات الحد الأدنى لرأس المال. ولاحقا سحبت وزارة الإعلام ترخيص البث.
وتوقفت القنوات عن البث بعد صدور أمر من الشرطة بإخلاء مبنى التلفزيون.
ويملك قنوات وصحيفة «الوطن» وزير النفط السابق الشيخ خليفة الصباح.
وحاليا، تنظر المحكمة العليا في طعن يتعلق بإغلاق صحيفة الوطن، بعد تأكيد القرار في الاستئناف.
يذكر أن العدد الأول من صحيفة الوطن يعود إلى الخامس من يونيو/حزيران 1962 كصحيفة أسبوعية، وفي 17 يناير/كانون الثاني 1974 أصبحت صحيفة يومية.

## روابط خارجية
- البث المباشر للقناة